# Obština Nikolaevo
Obština Nikolaevo (bulharsky Община Николаево) je bulharská jednotka územní samosprávy ve Starozagorské oblasti. Leží ve středním Bulharsku v povodí řeky Tundža mezi pohořími Stara planina a Sredna gora, ve východní části Kazanlăcké kotliny, jedné ze Zabalkánských kotlin. Sídlem obštiny je město Nikolaevo, kromě něj zahrnuje obština 3 vesnice. Žije zde necelých 5 tisíc stálých obyvatel.

## Sídla
Všechna sídla v obštině jsou samosprávná.
| - Edrevo - Elchovo | - Nikolaevo (sídlo správy) - Nova Machala |

## Sousední obštiny
| Růžice kompasu |              |                   | Gurkovo | Růžice kompasu |
| Růžice kompasu | Măgliž       | Sever             |         | Růžice kompasu |
| Růžice kompasu | Măgliž       | Obština Nikolaevo |         | Růžice kompasu |
| Růžice kompasu | Măgliž       | Jih               |         | Růžice kompasu |
| Růžice kompasu | Stara Zagora |                   |         | Růžice kompasu |

## Obyvatelstvo
V obštině žije 4 622 stálých obyvatel a včetně přechodně hlášených obyvatel 5 193. Podle sčítáni 1. února 2011 bylo národnostní složení následující:
- Bulhaři: 2 493 (60.8 %)
- Romové: 1 083 (26.4 %)
- Turci: 464 (11.3 %)
- ostatní: 61 (1.5 %)